# Hipoteza ekspandującej Ziemi

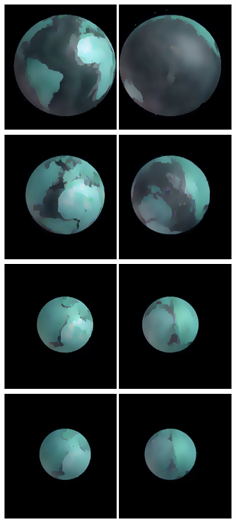
Stadia rozwoju Ziemi według teorii ekspansji Ziemi

Hipoteza ekspandującej Ziemi – hipoteza geotektoniczna, traktująca o rozwoju Ziemi, alternatywna dla teorii tektoniki płyt. Głównym jej założeniem jest brak kompensacji powstawania nowej skorupy oceanicznej w strefach spreadingu, co powoduje wykładniczo narastający od jury wzrost promienia Ziemi. Współcześnie jest to teoria nieuznawana przez zdecydowaną większość geologów. Uważają oni za poprawną teorię tektoniki płyt. 
Choć koncepcja ekspandującej Ziemi powstała w XIX w. i rozwijana była w późniejszych dekadach, to obecną postać hipoteza ta zyskała po odkryciu spreadingu – powstawania nowej skorupy ziemskiej typu oceanicznego. Skoro powstaje ogromna ilość nowej skorupy ziemskiej, to jej przyrost musi być rekompensowany, albo na drodze pochłaniania na podobną skalę skorupy w innych miejscach (w strefach subdukcji co postuluje teoria płyt), albo poprzez przyrost objętości Ziemi i zwiększanie promienia i powierzchni naszej planety. To drugie założenie przyjął jeden z odkrywców procesu spreadingu, Samuel Warren Carey. Ponieważ we współczesnych oceanach najstarsze partie skorupy oceanicznej datowane są na jurę, to większość ekspansjonistów zakłada, że przed jurą oceany nie istniały. Powstałe wskutek powiększania się Ziemi oceany wypełniły wody juwenilne – powstałe z magmy. Duże ilości zmineralizowanych, gorących wód tryskających spod dna oceanu odkryto w obrębie Grzbietu Wschodniopacyficznego, Grzbietu Śródatlantyckiego, Grzbietu Gakkela oraz w Morzu Czerwonym. Wydobywają się one w kominach hydrotermalnych.
Wedle hipotezy ekspandującej Ziemi, wyniki interpretacji obliczeń przyrostu skorupy oceanicznej wykazują, że przyrost promienia Ziemi wynosi obecnie ok. 2,6 cm w skali roku, co oznacza, że Ziemia miała przed jurą wielkość obecnego Merkurego.
Według współczesnych pomiarów satelitarnych promień Ziemi nie zmienia się, z dokładnością do 0,2 mm na rok. Podana wyżej wartość jest stutrzydziestokrotnie większa, zatem wykluczona przez doświadczenie.

## Spór

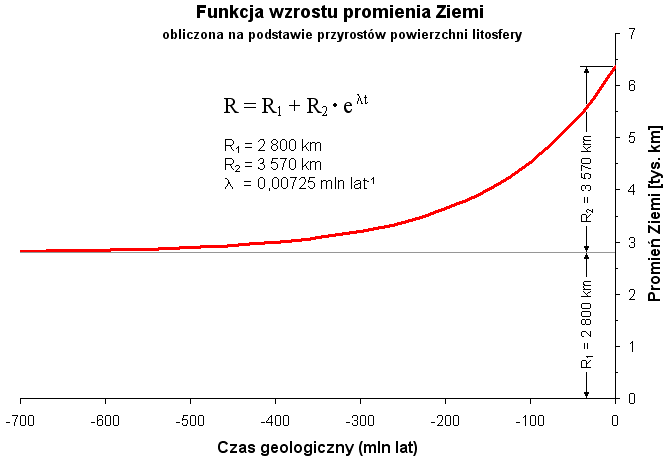
Wykres wzrostu promienia Ziemi (na podstawie prac J. Koziara)

Obecnie hipoteza ekspansji ma znikome poparcie wśród naukowców i prawie nie jest wykorzystywana w literaturze naukowej. Jednak jest kilku badaczy, którzy prowadzą intensywne badania i popularyzują tę koncepcję, krytykując jednocześnie teorię wędrówki płyt tektonicznych. Do jej głównych teoretyków należeli odkrywcy spreadingu: prof. Samuel Warren Carey, a także Bruce Heezen i Maurice Ewing. Po raz pierwszy została opublikowana w 1898 przez Jana Jarkowskiego, obecnie jest rozwijana i popularyzowana w środowisku wrocławskim, przede wszystkim przez Jana Koziara oraz w środowisku poznańskim przez prof. Andrzeja Pawułę.

## Przyczyny
Wśród zwolenników hipotezy ekspansji Ziemi istnieją różne próby wskazania przyczyny, dla której miałaby ona zachodzić.
Według Hilgenberga (1933) przyczyną ekspansji Ziemi miał być dodatni globalny bilans cieplny (założenie to było przeciwne, niż w hipotezie kontrakcji): we wnętrzu planety, na skutek gromadzenia się ciepła dochodzi okresowo do nadtopienia materii. To powoduje wzrost objętości, rozrywanie i rozsuwanie (początkowo jednolitej) skorupy kontynentalnej. Ta hipoteza zakładała szybki wzrost promienia Ziemi: do wczesnego mezozoiku o ok. 1,7 mm/rok, później do 11 mm/rok. Według Egyeda (1956, 1957) pierwotne jądro Ziemi tworzyła bardzo zagęszczona materia, która następnie miała dążyć do rozprężenia się. Według Hipotezy Wielkich Liczb Diraca, stała grawitacji może maleć z czasem, co wzmagałoby proces „dekompresji” jądra – ciągu przemian fazowych prowadzących do powstawania coraz mniej gęstych minerałów. Ta hipoteza wskazywała równomierny, znacznie wolniejszy wzrost promienia, o 0,5 mm/rok.
Inną podawaną czasem przyczyną jest przyrost masy spowodowany przyciąganiem przez Ziemię materii pochodzącej z kosmosu. Masę tę trudno ocenić, obecne oszacowania dają wartości od 37 do 78 tysięcy ton rocznie, głównie w postaci pyłu. Odpowiada to wzrostowi masy planety w tempie zaledwie 6-13 ppt (10-12) na milion lat.

## Kontrowersje dotyczące genezy płaszczowin
Hipoteza ekspandującej Ziemi prezentuje własny pogląd na temat powstania płaszczowin gór fałdowych, twierdząc, że płaszczowiny te powstały na drodze grawitacyjnego ześlizgiwania się (tektoniki grawitacyjnej) wielkich mas skalnych z rozległych wybrzuszeń skorupy ziemskiej (geotumor). Zwolennicy ekspansji Ziemi uważają, że trudno sobie wyobrazić, aby płaszczowiny mogły powstać w wyniku silnych nacisków bocznych, gdyż przemieszczone mniej więcej poziomo na odległość znacznie większą od miąższości płaszczowiny (od kilku do ponad 200 km) warstwy skalne powinny być najbardziej sfałdowane w miejscu, gdzie były te naciski (czyli z tyłu). Tymczasem największe deformacje obserwuje się w partii czołowej, podobnie jak w osuwisku. Jednak koncepcja grawitacyjnego mechanizmu powstawania większości płaszczowin, podobnie jak i hipoteza ekspansji, ma obecnie znikome poparcie wśród naukowców i prawie nie jest wykorzystywana w literaturze naukowej.

## Argumenty zwolenników ekspansji
- Ziemia jest w przybliżeniu kulą (elipsoidą obrotową lub geoidą). Jeśliby przyjąć, za tektoniką płyt, że oceany Atlantycki, Arktyczny i Indyjski powstały kosztem Pacyfiku, to dawna Pangea była mniejsza niż koło wielkie Ziemi a Pacyfik obejmował więcej niż połowę powierzchni Ziemi. Przy niezmienionym promieniu Ziemi (również jej powierzchni) rozpad Pangei powodowałby wzrost obwodu nowo powstałych kontynentów i wzrost obwodu Pacyfiku aż do osiągnięcia koła wielkiego (można obliczyć kiedy powierzchnia Pacyfiku była równa połowie obecnej powierzchni Ziemi). Od tego momentu powierzchnia kontynentów i nowych oceanów dalej rośnie, powierzchnia Pacyfiku maleje, ale maleje też jego obwód. Od tego punktu zwrotnego poszczególne kontynenty otaczające Pacyfik powinny się do siebie zbliżać: Azja do Australii, Australia do Antarktydy, Antarktyda do Ameryki Południowej, Ameryka Południowa do Północnej, Ameryka Północna do Azji w tempie rozrostu Atlantyku, Oceanu Indyjskiego, Morza Arktycznego i otoczenia Antarktydy, tymczasem wszędzie tam obserwujemy procesy odwrotne;
- Długość grzbietów śródoceanicznych – stref spreadingu w których powstaje nowa skorupa oceaniczna jest dużo większa niż domniemanych stref subdukcji, w których według tektoniki płyt jest ona niszczona;
- Strefy spreadingu mają przebieg zarówno południkowy (Grzbiet Śródatlantycki, Grzbiet Środkowoindyjski, Grzbiet Wschodniopacyficzny) jak i równoleżnikowy (system grzbietów wokół Antarktydy), co oznacza, że skorupa rośnie zarówno wzdłuż jak i w poprzek, tymczasem strefy subdukcji wyznaczone wzdłuż wschodniego i zachodniego brzegu Pacyfiku nie rekompensują rozrostu na linii północ-południe. Domniemane skracanie na linii Alpy – Himalaje jest za krótkie, nie rozwiązuje problemu drugiej półkuli. Dodatkowo powiększa się powierzchnia Oceanu Arktycznego, czyli Ziemia powinna być dyskiem;
- W okresie przedjurajskim nie istniały jeszcze obecne baseny oceaniczne – najstarszy poznany fragment skorupy oceanicznej pochodzi z jury;
- Ameryka oddala się od Afryki i Azji północnej (Syberii), przez co Atlantyk i Ocean Arktyczny powiększają się. Równocześnie Afryka oddala się od Azji, Australii i Antarktydy, przez co powiększa się również Ocean Indyjski, ale jednocześnie nie zmniejsza się Pacyfik, więc powierzchnia Ziemi powiększa się;
- Europa oddala się od Afryki, a równocześnie rozwijają się góry systemu alpejskiego w Europie i północnej Afryce, czyli nie powstają one w wyniku kontrakcji – przysuwania się płyt, ale tensji – ich oddalania;
- Podobieństwo linii brzegowych sugeruje, że wszystkie kontynenty stykały się ze sobą, co w XIX wieku było tłumaczone hipotezą pomostową, później częściowo teorią Wegenera;
- Odkryto "korzenie płyt litosfery" – chłodna część płaszcza sięgająca do głębokości 300-400 km, które uniemożliwiają ich dryfowanie i nie pozostawiają przestrzeni na zaistnienie tzw. "prądów konwekcyjnych";
- Na powierzchni dna oceanicznego znajdują się plamy gorąca – tzw. Hot Spots, będące wylotami materii. Odległości między nimi stale się zwiększają, podczas gdy ich zakorzenienie w płaszczu jest stałe;
- Afryka jest wyraźnie rozciągana, a równocześnie ze wszystkich stron otaczają ją strefy spreadingu, który nie jest nigdzie kompensowany, chyba że jest centrum od którego oddalają się wszystkie pozostałe płyty wraz z towarzyszącymi im prądami konwekcyjnymi;
- Antarktyda jest ze wszystkich stron otoczona przez strefy spreadingu, czyli jest drugim centrum od którego oddalają się wszystkie pozostałe płyty wraz z towarzyszącymi im prądami konwencyjnymi;
- Na gruncie hipotezy ekspansji dużo łatwiej jest wytłumaczyć istnienie gór, takich jak np. Alpy czy Karpaty, które według teorii tektoniki płyt powstały na skutek zderzenia dwóch płyt kontynentalnych i noszą nazwę orogenów kolizyjnych, podczas gdy tak skomplikowana ich geometria musiałaby przyjmować napór płyt kontynentalnych w przypadku Karpat z północnego zachodu, północy, północnego wschodu, wschodu, południowego wschodu i południa, czyli ze wszystkich stron;
- Jeśli Pireneje miałyby powstać na skutek zderzenia Europy i Afryki (co zakłada teoria wędrówki płyt), to trudno wytłumaczyć powstanie w tym samym czasie Zatoki Biskajskiej i rotacyjny ruch Półwyspu Pirenejskiego ku południowemu wschodowi, przeciwnie do wskazówek zegara.
- W kwestii braku wyjaśnienia mechanizmów ekspansji Ziemi, co jest jednym z głównych argumentów jej przeciwników, zwolennicy tej hipotezy wskazują, że kwestia znajomości mechanizmu procesu nie jest niezbędna do udowodnienia istnienia procesu[5]. Przypominają także, że będąca prekursorką tektoniki płyt teoria Wegenera, została odrzucona głównie z powodu niewyjaśnienia mechanizmu dryfu kontynentów, a później przywrócona w zmienionym kształcie. Zdaniem ekspansjonistów dominująca obecnie tektonika płyt również nie wyjaśnia przekonująco przyczyn ruchu płyt.
- Na Ziemię rocznie spada średnio 55 000 ton szczątków meteorów i meteorytów[6].

## Kontrargumenty
- Powiększanie się Ziemi wiąże się ze wzrostem masy Ziemi, rocznie odpowiadającym sześciennej kostce granitu o boku ok. 26 km. Z obserwacji przyrostu skorupy oceanicznej (a dla wcześniejszych czasów, skorupy kontynentalnej), aż do końca ery paleozoicznej (ok. 250 mln lat temu) wzrost promienia Ziemi musiałby zachodzić bardzo powoli; tempo wzrostu musiałoby zacząć przyspieszać z początkiem mezozoiku – proces ten zachodziłby do dzisiaj, a jego tempo stale rosło;
- Zwiększanie się masy Ziemi bez dopływu dostatecznie dużej ilości materii z zewnątrz zaprzecza zasadzie zachowania energii, będącej fundamentalną zasadą fizyki. Ekspandująca Ziemia musiałaby więc zmniejszać swoją gęstość, co także jest trudne do wytłumaczenia;
- Wzrost promienia Ziemi od 2800 km do 6370 km oznacza prawie 12-krotny wzrost objętości. W niektórych publikacjach podaje się wzrost promienia ponad 3-krotny, co oznacza 30-krotne zmniejszenie gęstości pierwotnej Ziemi. Brak jest elementarnego, wiarygodnego wyjaśnienia takich spadków gęstości;
- Obserwowane jest istnienie strefy Benioffa, odkrytej na początku XX w., którą teoria płyt litosfery utożsamia ze strefą subdukcji, natomiast hipoteza ekspandującej Ziemi widzi w niej strefę głębokiego pęknięcia na granicy dwóch oddalających się płyt litosfery;
- Nowsze badania dowodzą, że korzenie płyt litosfery nie sięgają tak głęboko, jak wcześniej sądzono i wcale nie uniemożliwiają dryfu kontynentów[7],
- Rozciąganie Afryki wiąże się z powstawaniem doliny ryftowej, co mieści się w ramach tektoniki płyt – tektonika płyt zakłada, że nowa skorupa oceaniczna powstaje w strefach spreadingu, gdzie dochodzi do rozciągania skorupy kontynentalnej – co właśnie dzieje się w niektórych partiach Afryki;
- Na gruncie ekspansji nie sposób wytłumaczyć śladów rotacji płyt litosferycznych, które obserwujemy w danych paleomagnetycznych;
- Wzrost promienia Ziemi wiązałby się ze zmianą przyciągania ziemskiego:

Korzystając z zależności na siłę grawitacyjną można obliczyć, że przedmiot o masie m na powierzchni naszej planety działa siła Fg:
{\displaystyle F_{g}={\frac {GM_{z}m}{r_{z}^{2}}}}
gdzie 
Mz ≈ 5,9736×1024 kg – masa Ziemi
rz ≈ 6373,14 km
Stąd wniosek, że zmiana promienia Ziemi równałaby się zmianie tejże siły.
Znalazłoby to odzwierciedlenie w zapisie kopalnych struktur sedymentacyjnych, np. inny byłby kąt naturalnego zsypu piasku. Nic takiego nie zaobserwowano;
- Gdyby pierwsze oceany powstały w jurze, to poczynając od tego okresu, obserwowalibyśmy nieprzerwaną i globalną regresję mórz z obszarów skorupy kontynentalnej, oczywiście jeśli przyjmiemy, że wyrzuty ogromnych ilości wody z kominów hydrotermalnych można pominąć;
- Nie istnieją żadne dowody obserwacyjne potwierdzające rozszerzanie się Ziemi. W ciągu ostatnich parudziesięciu lat, od kiedy pomiary promienia Ziemi wykonywane są przez satelitarne misje geofizyczne, zaobserwowany wzrost promienia powinien był przekroczyć jeden metr, co przewyższa wielokrotnie precyzję pomiarów GPS. Również jeden z głównych argumentów zwolenników tej hipotezy – brak obszarów, w których skorupa ziemska ulega zniszczeniu – nie jest obecnie powszechnie uznawany przez społeczność naukową. Powszechnie przyjmuje się, że skorupa oceaniczna zostaje wciągnięta do płaszcza Ziemi w strefach subdukcji, co równoważy jej powstawanie w grzbietach śródoceanicznych. Obrazowanie metodą tomografii sejsmicznej ujawnia także struktury we wnętrzu Ziemi, które można interpretować jako fragmenty pogrążonych w procesie subdukcji płyt tektonicznych.